# Catedral de Sant Salvador de Saragossa
La Catedral del Salvador en la seva Epifania de Saragossa —la catedral de Sant Salvador, de la ciutat de Saragossa— és una de les dues catedrals metropolitanes de Saragossa, juntament amb la basílica i cocatedral del Pilar. Se la denomina habitualment amb el nom de «la Seo» (la Seu) en contraposició a «El Pilar». Des del segle xiii fou el lloc on es coronaren els reis de la Casa d'Aragó.
Està construïda en el solar de l'antic fòrum romà de Caesaraugusta i de la mesquita major de Saragossa, l'empremnta del minaret de la qual encara perdura en la torre actual. L'edifici va ser començat al segle xii en estil romànic integrat a la mesquita aljama i ha estat objecte de moltes reformes i ampliacions fins al 1704, en què es posa el capitell barroc que en remata la torre.
En el seu estat actual, «la Seo» és una església de cinc naus i sis trams coberts per voltes de creueria de la mateixa altura, la qual cosa dona al recinte aspecte d'església de planta quadrangular de saló. A la capçalera se situen dos absis (dels cinc originals) i, al costat de l'epístola, sobre dos dels desapareguts, es va emplaçar la sagristia. A l'extrem del costat de l'Evangeli es va construir la «Parroquieta» per allotjar el sepulcre de Lope Ferrández de Luna, bisbe de Vic i arquebisbe de Saragossa.
L'estructura de les naus està recolzada en contraforts característics del gòtic tardà —i no pas en arcbotants com és habitual en l'estil gòtic clàssic— que es tanquen amb murs formant capelles interiors. Cobreix el creuer —que no destaca en planta— un cimbori de factura mudèjar.
El material constructiu fonamental és el maó, habitual en l'arquitectura aragonesa. El conjunt de la catedral, en el seu aspecte exterior, no reflecteix l'estructura interna a causa del tancament amb murs de diversos espais circumdants com dependències o residències dels membres del capítol.
L'accés principal es fa pel costat occidental, on es va aixecar en la segona meitat del segle xviii una façana barroca classicista que va substituir el portal mudèjar del segle xiv; del llenç encara es conserven restes. Completen el conjunt de la catedral el campanar barroc exempt i la casa i arc del Degà, que connecta la catedral amb un edifici exterior salvant carrer.

## Estils

### Barroc
La Catedral del Salvador de Saragossa, disposa de diversos estils arquitectònics, pictòrics i escultòrics. Entre els seus estils rellevants, ens trobem amb el Barroc, bastant deficient a causa del seu estat de conservació en algunes pintures i els pocs coneixements que tenim. En l'estil barroc tenim tres grans etapes: primer barroc, barroc ple i barroc tardà.

#### Barroc primer
Quant al primer barroc aragonès, també denominat barroc naturalista, se sap que va ser durant el regnat de Felip IV (1621-1665). La pintura d'aquesta etapa del barroc es caracteritza per la dominant influència italiana, sobretot del corrent classicista i del tenebrisme riberesco-napolità més que del caravaggisme.
L'art barroc de la catedral de Sant Salvador de Saragossa es concentra en les diferents capelles de l'edifici.
En la capella de la Santa Elena hi trobem la part pictòrica, encomanda el 27 de gener de 1638 a un dels artistes més rellevants d'aquest primer barroc, l'italià Francisco Lupicini (Florència, 1590 – Saragossa, 1652). Lupicini va executar en total onze llenços amb un programa iconogràfic amb episodis del cicle de la Passió (Últim Sopar, Crucifixió i Davallament) amb representacions de sants considerats èmuls de Crist en haver sofert estigmatització. Aquests llenços es troben tant al retaule com cobrint els draps laterals i les llunetes situades sobre aquests. Pel que fa al retaule en si, també barroc, la seva realització va ser contractada el 9 de març de 1637 a l'escultor Raimundo Senz i l'assemblador Bernardo Conil, mentre la policromia i el daurat es van encarregar al pintor Joan Pérez Galbány i, a la mort d'aquest el 1645, a Joan Orcoyen.
En la capella de la Verge Blanca, es va encomanar una reforma barroca iniciada l'any 1642. En la reforma s'incloïa un retaule, on participaren diversos artistes reconeguts de l'època. Per una banda, es va contractar a Miquel Pina per a la maçoneria del retaule, realitzar combinant columnes entorxades i helicoidals. Per a la part pictòrica del retaule es va contactar amb Pedro Urzanqui, qui va fer 12 pintures. La finalització del retaule es va dur a terme per Jusepe Martínez, qui va dur a terme dues figures de cos sencer de Sant Pau i Sant Pere així com set històries de la Verge al voltant del nínxol central del retaule.